# Novoměstský SK
Novoměstský SK (celým názvem: Novoměstský sportovní klub) byl český klub ledního hokeje, který sídlil v pražském Novém Městě. V roce 1909 se klub zúčastnil prvního ročníku Mistrovství zemí Koruny české. Klub měl v prvním kole narazit na béčko pražské Slavie, zápas se ovšem neodehrál kvůli odhlášení klubu z turnaje.

## Přehled ligové účasti
Stručný přehled
Zdroj: 
- 1909: Mistrovství zemí Koruny české (1. ligová úroveň v Čechách)

Jednotlivé ročníky
Zdroj: 
Legenda: ZČ - základní část, červené podbarvení - sestup, zelené podbarvení - postup, fialové podbarvení - reorganizace, změna skupiny či soutěže
| Čechy (1909) |                               |           |         |                                       |          |
| Sezóny       | Soutěž                        | Úroveň    | ZČ      | Play-off, nadstavba, sk. o udržení... | Poznámky |
| 1909         | Mistrovství zemí Koruny české | 1. úroveň | nehráno | 1. kolo (neodehráno)                  |          |